# Маринат, Алексей Романович
Алексей Романович Маринат (рум. Alexei Marinat; 24 мая 1924 — 17 мая 2009) — советский и молдавский писатель, драматург, публицист.

## Биография
Родился 24 мая 1924 года в селе Валегоцуливци (ныне Ананьевский район Одесской области Украины). Молдаванин.
В июле 1944 года призван Валегоцуливским РВК в ряды Красной армии. Участник Великой Отечественной войны с 1944 года. Занимал должность разведчика-наблюдателя батареи управления 2-й отдельной истребительно-противотанковой артиллерийской Уманской Краснознаменной бригады на 2-в Украинском фронте, рядовой.
По окончании войны поступил в Кишиневский государственный педагогический институт. Тогда же начал вести дневник, где записывал свои впечатления от послевоенной советской действительности. В мае 1947 года по доносу соседа по комнате был арестован и приговорен к 10 годам заключения в сибирских лагерях. Досрочно освобожден по решению суда 5 ноября 1955 года.
Литературную деятельность начал в 1955 году. В 1959 году окончил Кишиневский государственный педагогический институт имени Иона Крянге.
После получения Молдавии независимости, стал одним из писателей, которые поддержали национальное возрождение в Республике Молдова и возвращение к латинскому алфавиту.
Жил в Кишинёве, где и умер 17 мая 2009 года.

## Основные произведения
- «Zările ne cheamă» (укр. Нас звезды зовут) — Кишинев, 1959;
- «Fata cu harţag» (укр. Сварливая девушка) — Кишинев, 1962;
- «Urme pe prag» (укр. Следы на пороге) — Кишинев, 1966;
- «Mesagerii» (укр. Вестники) — Кишинев, 1977;
- «Grădina dragostei» (укр. Сад любви) — Кишинев, 1980;
- «Scrieri alese» (укр. Избранные произведения) — Кишинев, 1991;
- «Şi Eu lumea» (укр. Я и мир) — Кишинев, 1999;
- «Călătorii în jurul omului» (укр. Путешествия вокруг человека) — Кишинев, 2004 — «премия Союза писателей Республики Молдова».

## Награды и почетные звания
- За участие в Второй мировой войне был награжден советскими орденами Отечественной войны 2-й степени (11.03.1985), Красной Звезды (30.04.1945) и медали.
- Заслуженный деятель литературы Молдовы (1993).
- Кавалер ордена Республики (23.08.1996)[3].
- Лауреат Национальной премии Молдовы в области литературы, искусства и архитектуры (25.12.1998, Правительство Молдавии)[4].
- Командор ордена «За верную службу» (01.12.2000, Румыния) — «за особые заслуги в развитии румынской культуры в Республике Молдова»[5][6].